# Municipio de South West
El municipio de South West (en inglés: South West Township) es un municipio ubicado en el condado de Barton en el estado estadounidense de Misuri. En el año 2010 tenía una población de 642 habitantes y una densidad poblacional de 4,76 personas por km².

## Geografía
El municipio de South West se encuentra ubicado en las coordenadas 37°25′35″N 94°34′26″O / 37.42639, -94.57389. Según la Oficina del Censo de los Estados Unidos, el municipio tiene una superficie total de 134.74 km², de la cual 132,72 km² corresponden a tierra firme y (1,5 %) 2,02 km² es agua.

## Demografía
Según el censo de 2010, había 642 personas residiendo en el municipio de South West. La densidad de población era de 4,76 hab./km². De los 642 habitantes, el municipio de South West estaba compuesto por el 91,74 % blancos, el 3,74 % eran amerindios, el 0,16 % eran asiáticos, el 0,47 % eran de otras razas y el 3,89 % eran de una mezcla de razas. Del total de la población el 1,09 % eran hispanos o latinos de cualquier raza.